# False Bay

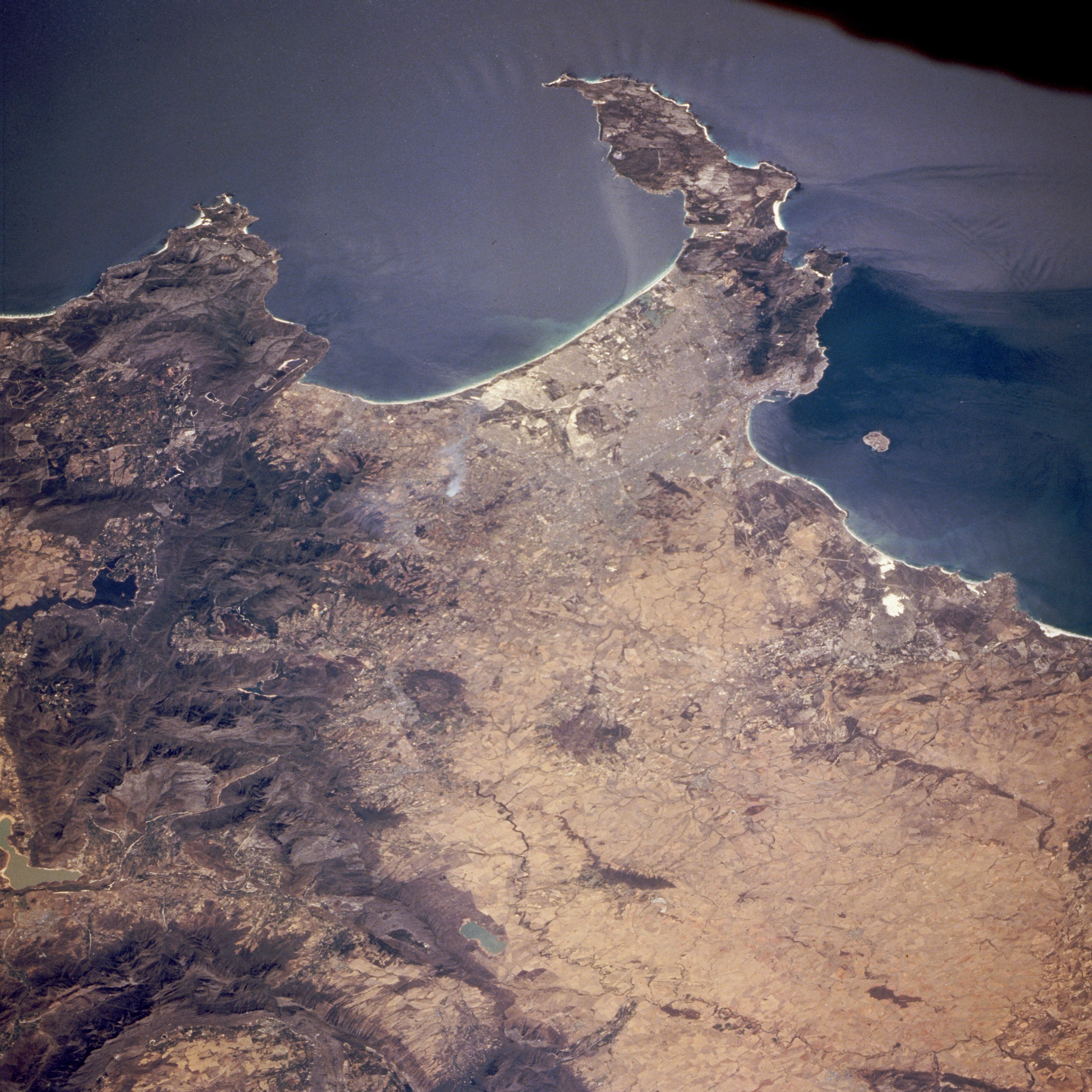
False Bay (högst upp i mitten) på ett satellitfoto. Taffelbukten med Kapstaden och Robben Island till höger. Sydväst är uppåt på bilden.

False Bay (afrikaans Valsbaai) är en bukt av Atlanten vid sydvästra hörnet av Västra Kapprovinsen i Sydafrika, mellan Kaphalvön i väster och Kap Hangklip i öster. Vid bukten ligger bland annat staden och flottstationen Simon's Town.